# 1923 v hudbě
Tento článek obsahuje události související s hudbou, které proběhly v roce 1923.

## Události
- 10. říjen – Leoš Janáček dokončil 3. dějství opery Příhody lišky Bystroušky

## Narození
- 1. ledna – Milt Jackson, americký vibrafonista († 9. října 1999)
- 5. ledna – Sam Phillips, americký hudební producent († 30. července 2003)
- 3. března – Doc Watson, americký kytarista a zpěvák († 29. května 2012)
- 1. dubna – Don Butterfield, americký tubista († 27. listopadu 2006)[1]
- 25. dubna – Albert King, americký zpěvák a kytarista († 21. prosince 1992)
- 4. května – Ed Cassidy, americký bubeník († 6. prosince 2012)
- 31. července – Ahmet Ertegün, americký hudební producent († 14. prosince 2006)
- 17. září – Hank Williams, americký hudebník († 1. ledna 1953)

## Úmrtí
- 5. ledna – Emanuel Wirth, německý houslista (* 18. října 1842)
- 5. března – Dora Pejačević, chorvatská hudební skladatelka (* 10. září 1885)
- 30. května – Camille Chevillard, francouzský hudební skladatel a dirigent (* 14. října 1859)
- 30. června – Claude Terrasse, francouzský hudební skladatel (* 27. ledna 1867)
- 13. července – Asger Hamerik, dánský hudební skladatel (* 8. dubna 1843)
- 22. října – Victor Maurel, francouzský operní pěvec (* 17. června 1848)
- 2. prosince – Tomás Bretón, španělský hudební skladatel (* 29. prosince 1850)